# Liste der deutschen Botschafter in Bulgarien
Diese Liste der deutschen Botschafter in Bulgarien führt die Botschafter, bzw. ranghöchsten Abgesandten und Diplomaten, die das Deutsche Reich, später die Deutsche Demokratische Republik und die Bundesrepublik Deutschland im 20. und 21. Jahrhundert in Bulgarien vertraten und vertreten.
Erste gesandtschaftliche Beziehungen zwischen Bulgarien und dem Deutschen Reich wurden am 12. Juli 1879 aufgenommen. 1944 wurde mit der sowjetischen Besatzung die Botschaft geschlossen. Die Bundesrepublik verzichtete im nun kommunistischen Bulgarien zunächst auf eine diplomatische Verbindung und installierte auf Grund wirtschaftlicher Erwägungen im Jahr 1964 eine Handelsvertretung, die ab 1973 eine vollwertige Botschaft wurde. Diplomatische Beziehungen zwischen Bulgarien und der Deutschen Demokratischen Republik bestanden seit dem 17. Oktober 1949.
Sitz der Botschaft ist in Sofia.

## Botschafter

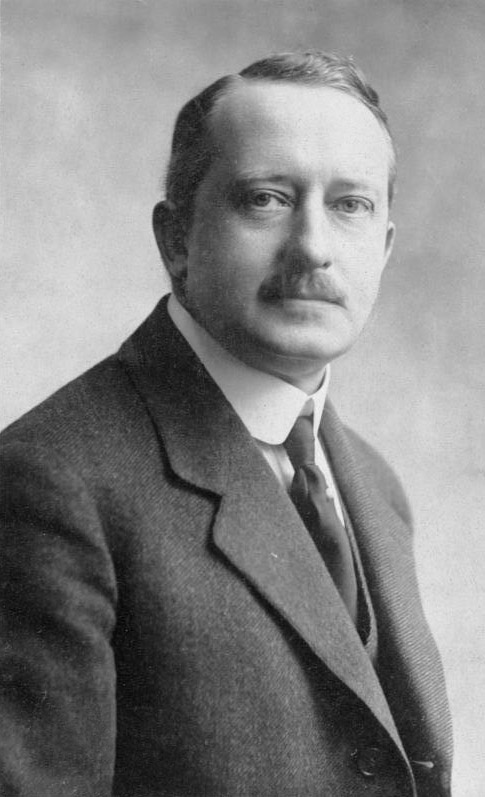
Alfred von Oberndorff (1910)

Adolf Beckerle (1934)

### Deutsches Reich
| Name                    | Amtszeit  | Anmerkungen                        |
| ----------------------- | --------- | ---------------------------------- |
| Ernst von Braunschweig  | 1881–1884 | Konsul                             |
| Gisbert von Romberg     | 1905–1910 | Konsul, ab 1907 Gesandter          |
| Claus von Below-Saleske | 1910–1912 | Gesandter                          |
| Gustav Michahelles      | 1913–1916 | Gesandter                          |
| Alfred von Oberndorff   | 1916–1918 | Gesandter                          |
| Josef Mertens           | 1920–1923 | Geschäftsträger, ab 1922 Gesandter |
| Eugen Rümelin           | 1923–1939 |                                    |
| Herbert von Richthofen  | 1939–1941 |                                    |
| Adolf Beckerle          | 1941–1944 |                                    |

### Deutsche Demokratische Republik

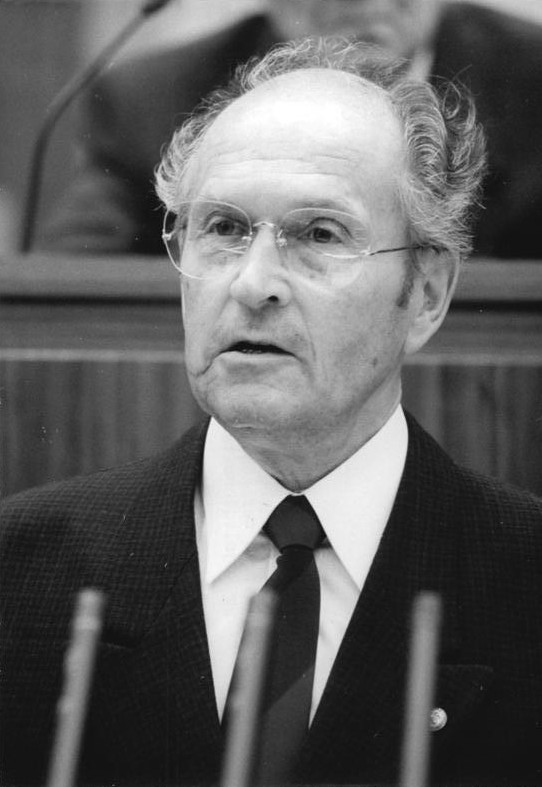
Oskar Fischer (1989)

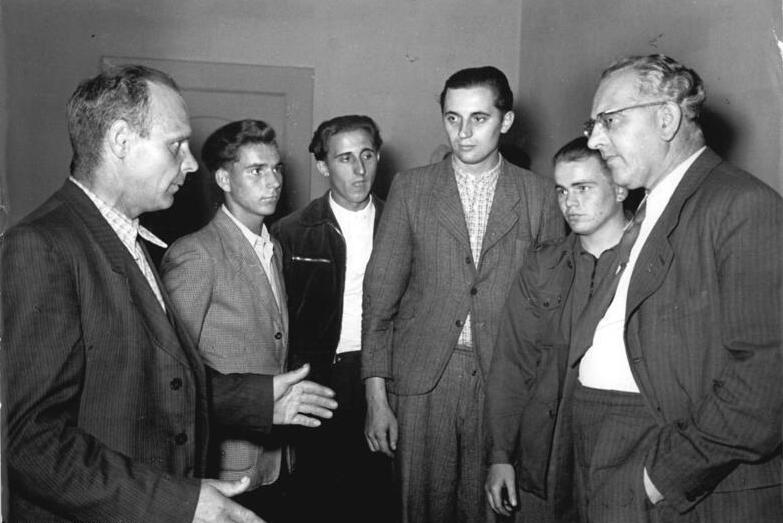
Rudolf Jahn (rechts, 1953)

| Name             | Amtszeit  | Anmerkungen                                                                                   |
| ---------------- | --------- | --------------------------------------------------------------------------------------------- |
| Aenne Kundermann | 1950–1951 | Außerordentliche Gesandte und Bevollmächtigte Ministerin, Leiterin der diplomatischen Mission |
| Egon Dreger      | 1953–1955 | Außerordentlicher Gesandter und Bevollmächtigter Minister, Leiter der diplomatischen Mission  |
| Oskar Fischer    | 1955–1959 |                                                                                               |
| Rudolf Jahn      | 1959–1963 |                                                                                               |
| Johannes Keusch  | 1963–1970 |                                                                                               |
| Werner Wenning   | 1970–1975 |                                                                                               |
| Manfred Schmidt  | 1975–1981 |                                                                                               |
| Gerhard Reinert  | 1981–1983 |                                                                                               |
| Egon Rommel      | 1983–1990 |                                                                                               |

### Bundesrepublik Deutschland
| Name                    | Amtszeit  | Anmerkungen                                       |
| ----------------------- | --------- | ------------------------------------------------- |
| Heinz Hermann           | 1964–1969 | Leiter der Handelsvertretung                      |
| Rolf von Keiser         | 1970–1973 | Leiter der Handelsvertretung                      |
| Fritz C. Menne          | 1973–1976 | Leiter der Handelsvertretung, ab 1974 Botschafter |
| Heinz Dietrich Stoecker | 1976–1979 |                                                   |
| Harald Heimsoeth        | 1979–1981 |                                                   |
| Joseph J. Thomas        | 1982–1985 |                                                   |
| Hans Alfred Steger      | 1985–1987 |                                                   |
| Karl Walter Lewalter    | 1987–1991 |                                                   |
| Christel Steffler       | 1991–1995 |                                                   |
| Peter Metzger           | 1995–1999 |                                                   |
| Ursula Seiler-Albring   | 1999–2003 |                                                   |
| Harald Kindermann       | 2003–2006 |                                                   |
| Michael Geier           | 2006–2009 |                                                   |
| Matthias Martin Höpfner | 2009–2014 |                                                   |
| Detlef Lingemann        | 2014–2017 |                                                   |
| Herbert Salber          | 2017–2019 |                                                   |
| Christoph Eichhorn      | 2019–2022 |                                                   |
| Irene Maria Plank       | seit 2023 |                                                   |

## Belege
1. ↑  http://www.obere-meerbach.de/Bulgarien.pdf